# 鐵隕石

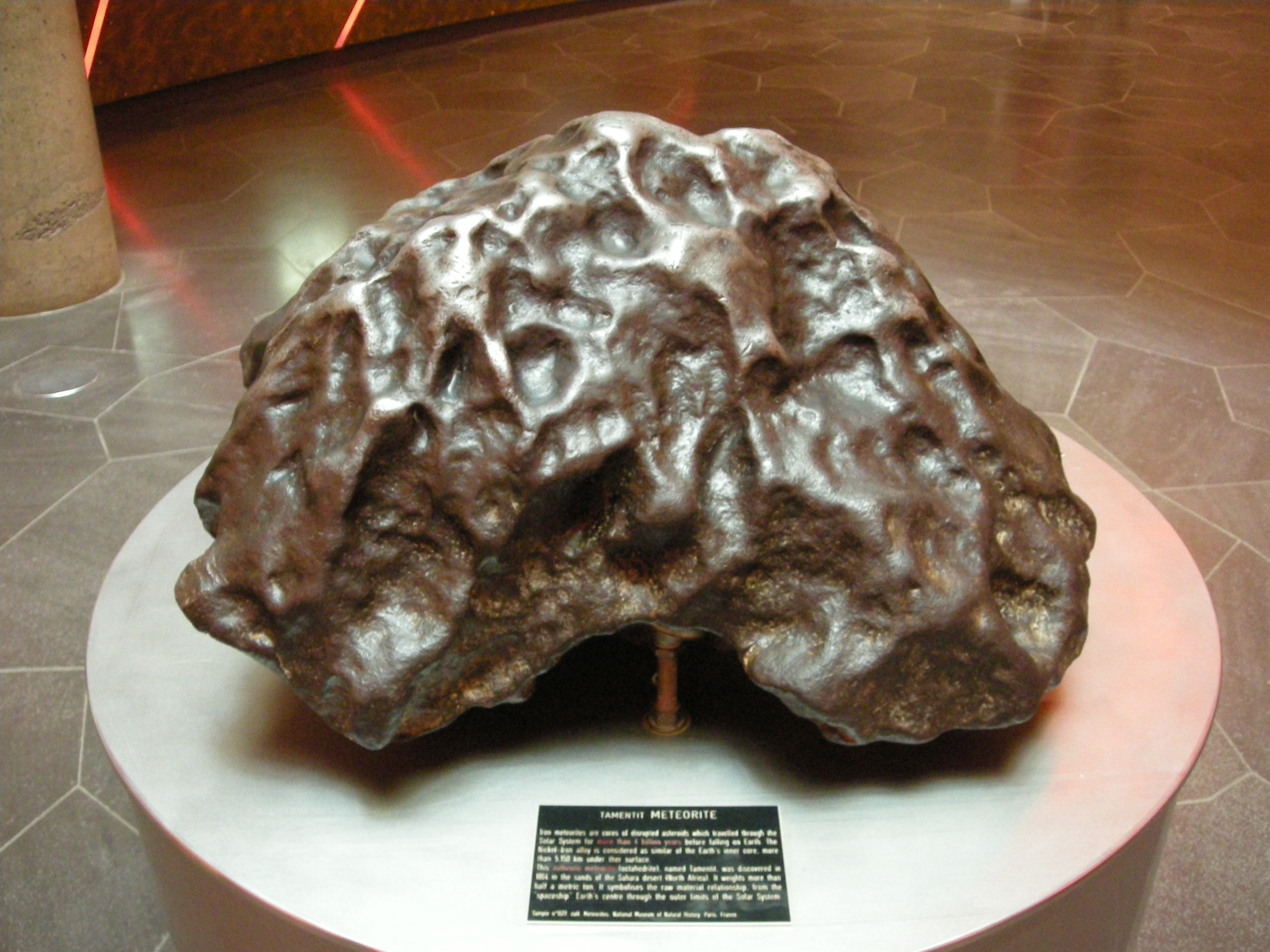
Tamentit鐵隕石，1864年發現在撒哈拉沙漠，重達500 kg。在法國Vulcania公園展出。

鐵隕石（英語：Iron meteorite），又称陨铁，是包含大量的鐵-鎳合金的陨石。在這些隕石內的金屬被稱為「隕鐵」，很可能是人類最早可以使用的鐵的來源。

## 現象
與石隕石相比，它們是相當罕見的，在墜落隕石中僅占5.7%的比例，但在歷史上發現的隕石數目中它們佔的比例卻很大。這是基於以下的原因：
- 相對於石隕石而言，鐵隕石因為不尋常的外觀，即使業外人士也很容易辨別出來。現代在沙漠和南極的搜尋才使得隕石样本更足以代表整體的分類性質。
- 它們更能抵抗風化作用。
- 它們較易在穿越大氣層後存活，並更能經受得住燒蝕的結果，因此更容易找到大型的碎片。

事實上，鐵隕石的質量幾乎佔已知隕石的90%，大約500公噸。所有已知的大隕石，包括最大的霍巴隕鐵，都是鐵隕石。

## 起源
鐵隕石因為在可見光和近紅外線波長區域的光譜特徵與M-型小行星非常相似，而被聯結在一起。鐵隕石被認為是古老的大小行星的核心，因為被撞擊碎裂而產生的碎片。IIE的化學分類可能是一個明顯的例外，它們可能源自一顆S-型小行星韶神星。
化學和同位素的分析顯示，最少涉及50個以上性質不同的母體，這暗示在小行星帶有著比現在所知更多大到足以產生分化作用的小行星。

## 成分
這些隕石絕大部分由鐵、鎳合金、錐紋石和鎳紋石組成，如果還有少量的礦物，經常都是被磷鐵石和鈷碳隕石包圍著的單結核的隕硫鐵、石墨。磷鐵石和隕硫鐵有時也會在表面形成厘米長和毫米厚的薄片板狀。板狀的隕硫鐵也稱為「來亨巴哈薄片」。
化學成分以鐵、鎳和鈷為主，含量超過95%；鎳一定會存在，濃度在5%至25%之間，它可以用來區分是隕石還是工業產品，因為後者的鎳含量通常較低。

## 應用
鐵鎳合金曾經被許多文化用來製作工具和武器，例如，因紐特人使用部分的約克角隕石。

## 分類
有兩種分類法被使用，較早的結構分類法是以百分比或是魏德曼花紋為依據，可以從用酸蝕刻後，在拋光的表面上呈現的交叉條紋來評估。這種分類與鐵鎳的相對豐度相聯結，分類為：
- 六面體隕鐵：低鎳含量，沒有魏德曼花紋。
- 八面體隕鐵：通常鎳含量較高，有魏德曼花紋，最為普通。
- 無紋隕鐵：鎳含量很高，沒有魏德曼花紋，非常罕見。

八面體隕鐵可以依據魏德曼花紋的特性再進一步分為粗糙、中等、和細緻的八面體隕鐵。
較新的化學分類法以可以追蹤的鎵、鎘和銦等元素在鐵隕石中的含量和對應於不同的小行星母體為依據來分類：
- IAB 型
- IC 型
- IIAB 型
- IIC 型
- IID 型
- IIE 型
- IIG 型
- IIF 型
- IIIAB 型
- IIICD 型
- IIIE 型
- IIIF 型
- IVA 型
- IVB 型
- 不能分類的隕石：實際上，蒐集到的隕石有很大的比例（15%），超過100顆以上，大約來自50個不同性質的母體，與上列的類型無法吻合。

## 外部連結
- Meteorite articles, including discussions of iron meteorites, in Planetary Science Research Discoveries （页面存档备份，存于）